# حوضه اوبسونور
حوضه اوبسونور نام یک حوضه آبخیز در مغولستان و جمهوری تووا (در روسیه) است که به نام دریاچه یواس نامیده شده‌است که یک دریاچه بزرگ کم‌عمق و نمکی مرکز این حوضه است و دریاچه‌های اقماری دور آن وجود دارد مساحت این حوضه ۷۰٬۰۰۰ کیلومتر مربع تخمین زده می‌شود و بخش بزرگی از آن در مغولستان و بخش کوچک آن در روسیه قرار دارد. این حوضه به عنوان یکی از میراث جهانی یونسکو (از نوع طبیعی) ثبت شده‌است.